# السجلات الجورجية

السجلات الجورجية ، نسخة عقيلة الملك مريم.

السجلات الجورجية ، نسخة عقيلة الملك آنا.

السجلات الجورجية هي المجموعة الرئيسة للنصوص التاريخية الجورجية في العصور الوسطى، والمعروفة باسم كارتليس تسخوفريبا (بالجورجية: ქართლის ცხოვრება)، ويعني حرفيًا "حياة كارتلي"، حيث تعد كارتلي منطقة أساسية في جورجيا القديمة والعصور الوسطى، والمعروفة لدى المؤلفين الكلاسيكيين والبيزنطيين باسم أيبيريا.
تُعرف السجلات أيضًا باسم السجلات الملكية الجورجية، لأنها كانت في الأساس المجموعة الرسمية لتاريخ مملكة جورجيا.

## المخطوطات
المخطوطات الجورجية الموجودة في كارتليس تسخوفريبا متأخرة نسبيًا، حيث يرجع تاريخ أقدمها (المُسماة بمخطوطة أناسيويلي أو "عقيلة الملك آنا")، يعود تاريخها إلى الفترة من 1479 إلى 1495. نُسخَت نسخة رئيسة أخرى، وهي مخطوطة مارياميسولي أو "عقيلة الملك مريم"، في الأعوام 1633-1645/1646. ومع ذلك، فإن المخطوطات الجورجية الباقية سبقتها النسخة الأرمنية المختصرة المعروفة باسم "تاريخ الجورجيين" (باتموت'يون فراتس)، والتي من المرجح أنها كتبت في القرن الثاني عشر، حيث نُسخَت أقدم مخطوطة باقية منها في الفترة من 1279 إلى 1311 م.
يتوفر عدد من الترجمات باللغات الفرنسية والروسية والإنجليزية والألمانية، ولكن كل منها تغطي عددًا محددًا فقط من هذه النصوص.

## طالع أيضًا
- تحول كارتلي (تاريخ) [الإنجليزية]
- ديوان ملوك أبخازيا [الإنجليزية]

## فهرس
- قائمة المراجع لسجلات جورجيا.

## روابط خارجية
- مجموعة السجلات الجورجية (باللغة الجورجية)
- كرونيكل جورجيا (باللغة الجورجية)
- كرونيكل جورجيا (باللغة الإنجليزية)
- كرونيكل جورجيان (باللغة الإنجليزية - المرآة إذا لم يكن الموقع الرئيسي متاحًا)
- كارتليس كزوفريبا / هيستوريا إيبيروروم / السجل الجورجي (باللغة الجورجية)
- كارتليس كسوفريبا (باللغة الإنجليزية)
- كرونيكل جورجيا (باللغة الجورجية)